# C.R.E.A.M.
C.R.E.A.M. (en backronym av Cash Rules Everything Around Me) är en låt och en musiksingel av den amerikanska hiphopgruppen Wu-Tang Clan, släppt den 31 januari 1994 på Loud Records som singel nummer två från deras debutalbum Enter the Wu-Tang (36 Chambers) (1993).
Låten är producerad av gruppens de facto-ledare RZA. Rappar gör blott tre av gruppens nio medlemmar; Raekwon (första versen), Inspectah Deck (andra versen) och Method Man (refrängen/hooken).